# Mechanics de Motor City
Les  Mechanics de Motor City sont une franchise professionnelle de hockey sur glace en Amérique du Nord qui évoluait dans la United Hockey League. L'équipe était basée à Fraser, Michigan, États-Unis.

## Historique
La franchise est créée en 2004 et joue en United Hockey League jusqu'en 2006. Elle est ensuite vendue et relocalisée à Détroit. Les nouveaux propriétaires annoncent que l'équipe ne se joindra pas à la UHL en 2006-2007, mais garde la possibilité de réactiver la franchise pour la saison 2008-2009.
Lors du lock-out que la Ligue nationale de hockey connut en 2004-2005, l'équipe accueillit certains joueurs de la LNH, soit Chris Chelios, Sean Avery, Derian Hatcher et Bryan Smolinski.

### Saisons en UHL
Note: PJ : parties jouées, V : victoires, D : défaites, N : matchs nuls, DP : défaite en prolongation, DF : défaite en fusillade, Pts : Points, BP : buts pour, BC : buts contre, Pun : minutes de pénalité
| Saison    | PJ | V  | D  | N | DP | DF | Pts | Classement                  | Séries éliminatoires |
| --------- | -- | -- | -- | - | -- | -- | --- | --------------------------- | -------------------- |
| 2004-2005 | 80 | 37 | 36 | - | 7  | -  | 81  | 3e place, division centrale | hors des séries      |
| 2005-2006 | 76 | 40 | 30 | - | -  | 6  | 86  | 3e place, division centrale | défaite en 1er ronde |